# Češka književnost
Češka književnost je začela nastajati v 9. stoletju n. št. Najstarejši ohranjeni književni spomeniki pa so iz desetega stoletja, pisani so v staroslovenskem zapisu, deloma latinsko- Legenda o svetem Cirilu in Metodu. Najpomembnejši je zapis- Legenda o življenju in smrti kneza Vaclava iz desetega stoletja, neznanega češkega svečenika, napisan v glagolici. Pomembni so tudi -Kijevski listi in Praški odlomki.

## Književnost do 14. stoletja
Kozmova kronika je nastala v 12. stoletju in je najstarejša češka kronika, je tudi pomemben zgodovinski vir o zgodovini začetkov češke fevdalne države. Vsebuje tudi bajke in pripovedke o začetkih češke zgodovine.
Samostojna dela- basni, pripovedke v češkem jeziku so nastale v 14. stoletju. Ohranili so se odlomki posvetno predelane češko-latinske velikonočne igre Prodajavec dišav.
Dalimilova kronika iz začetkov 14. stoletja predstavlja gorečo obrambo češkega jezika in češke narodnosti.
Moralno-poučni spisi Tomaša Štitnega (1333 - 1401), so eden od vrhov stare češke književnosti.
Leta 1348 je bila ustanovljena Praška univerza, prva univerza v srednji Evropi. Češka kraljevina je bila samostojna in med najbolj urejenimi kulturnimi državami v Evropi. Praga je predstavljala duhovno središče srednje Evrope.

## Češki romantizem
Razvil se je v prvi polovici 19.stoletja in ima direktne povezave z nastopom romantizma drugod po svetu. Najbolj znani pisci tega obdobja so bili:
- Karel Hynek Macha,
- Vaclav Kliment Kliepera,
- Josef Kajetan Tyl,
- Josef Jaroslav Langer,
- Karel Jaromir Erben,
- Josef Vaclav Frič,
- Karel Sabina.

Pisatelji so tudi prevajali tuje romantične pisatelje v češčino.

## Češki realizem
Na Češkem je v prvi polovici 19.stoletja močno napredovala znanost in tehniške vede, posledica tega je bila , da se je tudi filozofija usmerila v smer pozitivizma. Začela so nastajati realistična umetniška dela. Nastop bachovega absolutizma je sprožil reakcijo pri umetnikih, ki nanj odgovorijo z kritičnim realizmom, to so sledeči pisatelji:
- Karel Havliček Borovsky,
- Božena Nemcova,
- Antal Stašek,
- Ladislav Stroupežnicky- pisec dram,
- Gabriela Preissova,
- Emanuel Bozdech- pisec dram.

Večina teh je tudi prevajala dela svetovnih realističnih pisateljev.

## Češka književnost 20. stoletja
Konec 19. stoletja je na češkem zrasla nova generacija pesnikov pod vplivom modernističnih struj. Začetek 20. stoletja že pokaže nove smeri v češki književnosti, po razpadu Avstro-ogrske pa se razvija pod vplivom zahodnoevropskih književnosti. V tem času nastopijo pesniki in pisatelji, kot so:
- Otokar Březina (1868 - 1929)- pesnik-simbolist, ki je eden največjih lirikov češke moderne. Njegove pesmi so odmaknjene od vsakdanjosti in segajo tja, kjer se zlivata umetnost in pobožnost. Njegova pesem je himna in molitev. Najbolj znana je njegova zbirka pesmi- Roke.
- Antonín Sova (1864 - 1928)- pesnik, je eden od utemeljiteljev češke lirike in med največjimi pesniki češke pokrajine. V njegovih pesmih je prisotno hrepenenjepo osvoboditvi človeka iz trde stvarnosti, sanje o lepoti in vera v dobrotnost prihajajoče dobe.
- Karel Čapek (1890 - 1938)- najvidnejši pisatelj Masarykove dobe, humanist in eden najpomembnejših čeških pisateljev v prvi polovici 20. stoletja. Pisal je pravzaprav vse književne zvrsti. Svaril je pred nevarnostjo civilizacije in mehanizacijo za človečnost. Njegova najbolj znana dela so romani;
- Navadno življenje
- Hordubal
- Vojna s salamandri
- R.U.R.
- Stvar
- Makropolis
- Bela bolezen
- Pogovori s T.G.Masarykom-so plod njegovega osebnega prijateljstva s predsednikom Češkoslovaške.
- Jaroslav Hašek (1883 - 1923), pisatelj satiričnega romana Dobri vojak Švejk, ki ga je zaradi pisateljeve prezgodne smrti dokončal Karel Vanek. Roman je bil preveden v slovenščino in je imel veliko bralcev. Hašek je pisal predvsem humoreske, groteske in krajše zgodbe. To kar Kafka prikazuje z resnobo in tesnobo, podaja Hašek z ironijo in humorjem. Poleg njega v tem času piše še vrsta pesnikov in pisateljev kot so:
- František Langer (1888 - 1965)- dramatik
- Vitězslav Nezval (1900 - 1958)- avantgardni pesnik
- František Halas (1901 - 1949)- avantgardni pesnik, dobil je naziv trubadur smrti, v poznejših letih je pričel pisati politične pesmi.
- Jiří Wolker (1900 - 1924)- pesnik češke socialne- proletarske poezije, pisal je tudi pravljice in je zelo mlad umrl za tuberkulozo.

V tem času pišejo še pomembni pesniki/pesnice in pisatelji kot so:
- Marie Majerová (1882 - 1976)
- Vladislav Vančura (1891 - 1942)
- Jarmila Glazarová (1901 - 1977)
- Marie Pujmanová (1893 - 1958)
- Josef Hora (1891 - 1945) - prevajal je tudi pesmi Otona Župančiča v češčino, najprej je pisal revolucionarno-socialistično poezijo, kasneje pa se je obrnil k metafiziki. Po smrti je dobil naziv narodni umetnik.

### Češka književnost po letu 1939
Leta 1939 je bila takratna Češkoslovaška okupirana od nacistične Nemčije, zato praktično ni bilo mogoče izdajanja knjig v češkem jeziku, književnost začne znova oživljati šele v letu 1945, po kapitulaciji Nemčije. Toda takrat se je znašla češka književnost v popolnoma novem položaju, kot je bila pred drugo svetovno vojno. Nastaja neka drugačna književnost z vplivom socialističnega realizma po sovjetskem vzoru. Pisatelji naj bi pisali z usmeritvijo v humanistični socializem. Pisatelji, pesniki so se morali vključiti v politično propagando in streči zahtevam komunistične oblasti. Tematika pisanja v tem obdobju je trojna:
- Trpljenje v letih okupacije in borba za osvoboditev.
- Spomini na čase kapitalizma in delavski boj, da bi mladi rod spoznal razloček med včerajšnjim in današnjim dnem.
- Naloge in vprašanja, ki jih prinaša urejanje socialistične družbe. V tem času so pomembni sledeči pisci:
- Edvard Valenta (1908 - 1978)
- Jaroslav Seifert (1901 - 1986) - dobitnik Nobelove nagrade za književnost leta 1984. Znana je njegova pesniška zbirka- Koncert na otoku.
- Vladimír Holan (1905 - 1980)  - pesnik, resnoben in meditativen pesnik.
- Vilem Závada (1905 - 1982) - pesnik, prevajalec v slovenščino in dopisni član slovenske SAZU.
- František Hrubin (1910 - 1982) - dramatik in pisec otroških pesmi.
- Bohumil Hrabal (1914 - 1997) - pisatelj, po njegovih delih so bili posneti filmi, kot so Strogo nadzorovani vlaki, Stregel sem angleškemu kralju, Totalni strah in Škrjančki na žicah.
- Jan Drda (1915 - 1970) - romanopisec, dramatik, podrugi svetovni vojni tudi predsednik zveze češkoslovaških pisateljev.

### Češka književnost po praški pomladi
Praška pomlad v letih 1962/63 je za kratek čas osvobodila češke pisce togih okvirjev zapovedanih tem, vendar se je po njenem zatrtju večina stvari postavilo na stare tirnice. Pesniki in pisatelji so se hitro lako znašli na kakšnem spisku in uradno niso smeli izdajati svojih del. Ustvarjena dela so šla najprej skozi cenzuro predno jih je založba lahko tiskala in dala v prodajo. Poleg cenzurirane uradne književnosti v državnih založbah je takšnim piscem preostala samo še samoizdatska književnost, svoja dela so v ČSSR pisali in razmnoževali zgolj s pisalnimi stroji. Razširjanje takšnih del se je tako zožilo na zelo ozek krog bralcev. To je bila reakcija na represivno politiko. Velik del češke književnosti se je v tem času prenesel na književnost v emigraciji, ki je izhajala v emigrantskih založbah. Prepovedanim piscem so včasih vendarle dovolili dostop v uradne založbe Češkoslovaške, zlasti takrat, ko so dosegli sloves že v tujini. Nekatera samoizdatska dela so bila prvič tiskana v tujini. To se je zgodilo nekaterim pisateljem kot so: Bohumil Hrabal, Jaroslav Seifert, Jan Skacel, Miroslav Holub, Jiri Šotola in še vrsta manj znanih. Pesnik Jan Skácel - (1922 - 1989) je dobro poznan tudi Slovencem, je dobitnik nagrade Vilenica leta 1989. 
- Josef Škvorecky (1924 - 2012) - pisatelj, predlagan za Nobelovo nagrado leta 1988, je ustanovil svojo založbo v Torontu, kjer je bilo izdano veliko knjig češkoslovaških prepovedanih piscev. Te knjige so kasneje prihajale v Češkoslovaško po raznih skritih načinih. Med znanimi deli so Zgodba o inženirju duš, Čudež, Prima sezona, Strahopetci, Mlada levinja, Vrnitev poročnika Borovnice in še nekaj krajših del.
- Ludvik Aškenazy (1921 - 1986) - pisatelj
- Jiři Šotola (1924 - 1989) - pesnik in pisatelj, znan je njegov zgodovinski roman Jezusova družba.
- Ludvik Vaculik (1926 - 2015) - pisatelj, znana so njegova dela- Češka sanjska knjiga, Morski prašiček.
- Pavel Kohout (1928 -) - pesnik in dramatik, njegove drame so uprizarjali v gledališčih tudi na Slovenskem. Znane so- Pat ali igra kraljev, Marija se bori z angeli in druge.
- Milan Kundera (1929 -) - pesnik , pisatelj, dramatik, nagrajenec Vilenice leta 1992. Je najbolj prevajan češkoslovaški pisec, njegova dela so: Šala, Življenje je drugje, Valček za slovo, Nevednost, Neznosna lahkost bivanja, Nesmrtnost, Knjiga smeha in pozabe, Umetnost romana in druge.
- Ivan Klima (pr.i. Ivan Kauders) (1931 - ) - pisatelj, znana so njegova dela: Ljubezen in smeti, Poletna ljubezen itd.
- Vladimir Paral (1932 - ) - pisatelj znanstvene fantastike.
- Vaclav Havel (1936 - 2011) - dramatik, politik, leta 1989 je postal predsednik demokratske Češkoslovaške, po ločitvi Češke in Slovaške leta 1993 pa prvi predsednik Češke.